# Dicyema schulzianum
Dicyema schulzianum är en djurart som tillhör fylumet rhombozoer, och som beskrevs av van Beneden 1876. Dicyema schulzianum ingår i släktet Dicyema och familjen Dicyemidae. Inga underarter finns listade i Catalogue of Life.